# Сен-Сюппле
Сен-Сюппле́ (фр. Saint-Supplet) — коммуна во французском департаменте Мёрт и Мозель, региона Лотарингия. Относится к  кантону Одюн-ле-Роман.	

## География

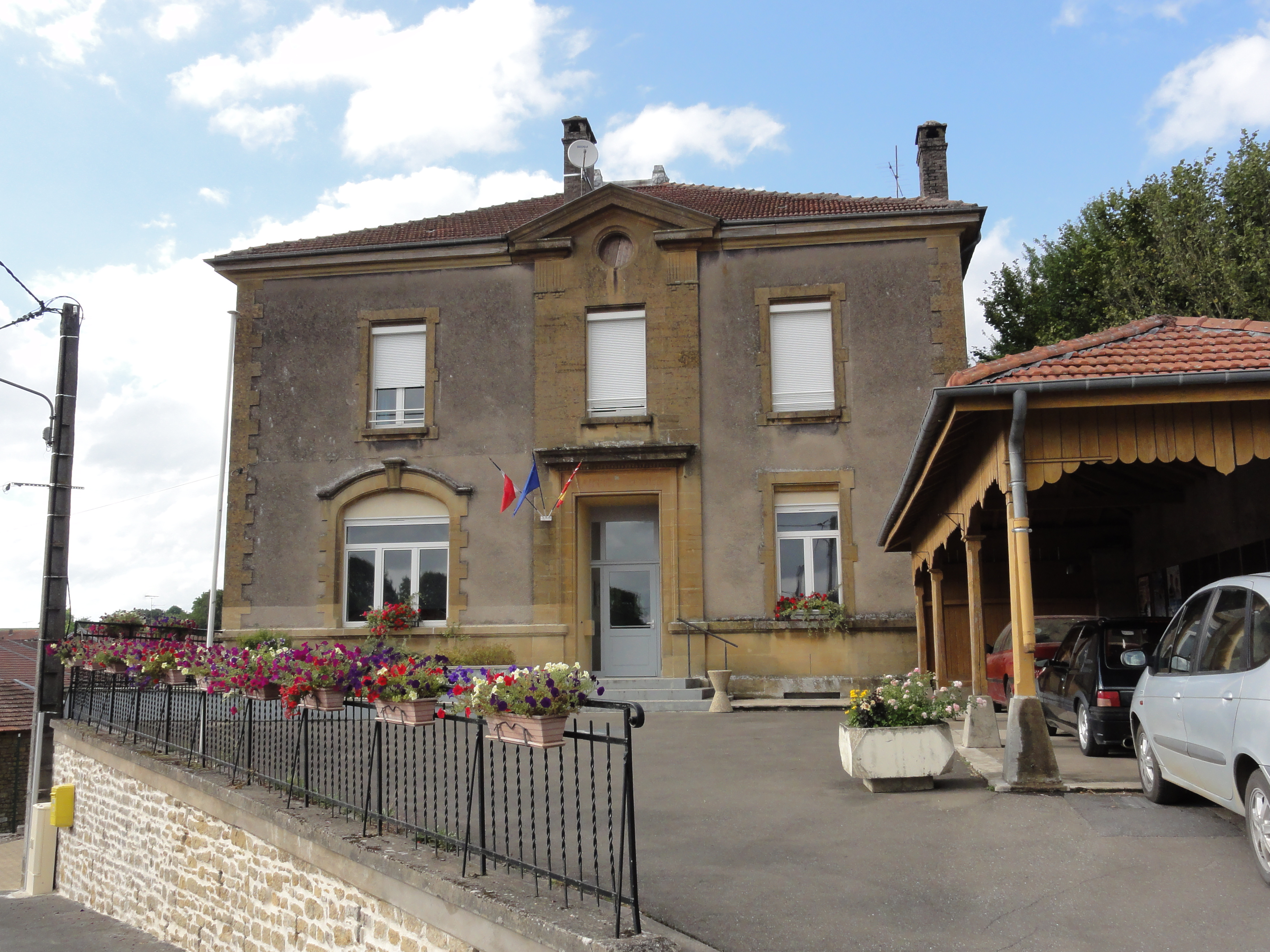
Мэрия Сен-Сюльпис.

Сен-Сюппле расположен в 45 км к северо-западу от Меца. Соседние коммуны: Буамон на севере, Мерси-ле-Ба на северо-востоке, Ксиври-Сиркур на юго-востоке, Ан-деван-Пьерпон на северо-западе.

## Демография
Население коммуны на 2010 год составляло 167 человек.
| 1962 | 1968 | 1975 | 1982 | 1990 | 1999 | 2010 |
| ---- | ---- | ---- | ---- | ---- | ---- | ---- |
| 296  | 230  | 207  | 200  | 186  | 155  | 167  |